# Villa rustica (Bramdean)
Die Villa rustica von Bramdean ist ein römischer Gutshof (Villa rustica) ungefähr 15 Kilometer östlich von Venta Belgarum, dem heutigen Winchester gelegen. Bramdean in der englischen Grafschaft Hampshire ist der heute nächstgelegene Ort.
Die Villa wurde von Hirten, die ein Pfostenloch gruben, entdeckt. Sie wurde 1823 von William Greenwood ausgegraben. Der 1828 von John Lickman gezeichnete Plan zeigt zwei Gebäude. Weitere kurze Untersuchungen fanden kurz vor 1972 statt. Die eigentliche Villa lag im Norden und es handelte sich um einen Bau mit Portikus im Süden und zwei Eckrisaliten. Ein weiterer Bau lag im Westen, bei ihm handelte es sich um ein dreischiffiges Haus mit einem, wahrscheinlich später, eingebauten Bad. Die Villa wurde wahrscheinlich schon um 100 n. Chr. erbaut, ist aber erst um 300 n. Chr. ausgebaut worden. Die hier gefundenen Münzen datieren alle ins vierte Jahrhundert n. Chr., die letzten Münzen stammen aus der Zeit Konstantins II. (317–340 n. Chr.).
Die wichtigsten Funde in der Villa waren zwei bei der Auffindung gut erhaltene Mosaiken. Im Hauptraum des Wohnhauses lag ein etwa 6,15 × 4,92 Meter großes Mosaik, das im Zentrum das Haupt der Medusa zeigte. Darum angeordnet befanden sich Büsten, die die Wochentage symbolisieren. Sol, für den Sonntag, Luna für den Montag, Mars für den Dienstag, Merkur für den Mittwoch, Jupiter für den Donnerstag und Venus für den Freitag. Die letzten beiden Büsten waren schon bei der Auffindung nicht mehr erhalten. Hier kann man auf alle Fälle Saturn für den Samstag erwarten. Die achte Figur bleibt dagegen Spekulation. Ein zweites Mosaik aus der Villa zeigte in der Mitte zwei Ringer und darum angeordnet vier Büsten, deren Identifikation jedoch umstritten ist. Nach der Auffindung errichtete William Greenwood einen Bau über den Resten der Villa, um vor allem die Mosaiken zu schützen. 1873 gab es Versuche, die Mosaiken zu bergen, um sie nach Winchester zu bringen, da der Schutzbau in der Zwischenzeit als Stall genutzt wurde. Die Böden waren jedoch nicht mehr gut erhalten und wurden bei dieser Aktion praktisch zerstört.